# La Tranchée républicaine
La Tranchée républicaine est un journal hebdomadaire pacifiste, destiné aux soldats du front pendant la Première Guerre mondiale. Fondé en mai 1917, il est domicilié à Paris au 5 rue de la Grange-Batelière et dirigé par Jacques Landau et Jean Goldsky.

## Historique

### Création et origines
Journal pacifiste, La Tranchée républicaine est lancé le 1er mai 1917, au même moment que l'émergence du quotidien pacifiste Le Pays, en pleine affaire du Bonnet rouge. 
Il a pour fondateur Jean Goldsky, l'ex-rédacteur en chef du journal satirique républicain et anarchiste, Le Bonnet rouge. Les deux titres n'ont cependant aucun autre lien. Goldsky est aussi un ex-soldat dont l'enthousiasme patriotique a fondu pendant la guerre. Il est épaulé par un autre journaliste, Jacques Landau, émigré russe naturalisé français en 1902, ex-fondateur du journal Je dis tout en 1907 puis de l'Agence Primo. Émile-Joseph Duval écrit quotidiennement en première page un article de soixante à quatre-vingt lignes signé « M. Badin », exprimant des points de vue pacifistes.
Jean Goldsky ayant perdu dès 1916 la subvention du ministère de l'intérieur accordée au Bonnet rouge, il la remplace par un soutien de   200 000 francs d'Émile-Joseph Duval, qui devient le financier ensuite aussi de son nouveau journal. 
La Tranchée Républicaine publie sept numéros du 1er mai au 20 juin 1917, en atteignant un tirage de 45 000 exemplaires.  
Le journal est une cible privilégiée de l'Action française, mouvement royaliste d'extrême droite.  
Jean Goldsky est soupçonné d'avoir fondé un autre titre s'inspirant de l'esprit de La Tranchée Républicaine, voire le copiant, nommé Le Tank Républicain, apparu le 26 juin 1917. 

### Répression des autorités
En 1917, le gouvernement estime subir une « guerre des nerfs » de la presse pacifiste, dans un contexte d'augmentations du refus de combattre, trois ans après le début de la Première Guerre mondiale. Il s'appuie alors sur ce qui va devenir l'affaire du Bonnet rouge pour la faire taire en une seule fois. Ainsi, pour se débarrasser des éditoriaux critiques du quotidien pacifiste Le Pays, il approche un propriétaire d'usines textiles du Nord, Jean Prouvost, via le ministre de l'armement Louis Loucheur. Louis Loucheur convoque Jean Prouvost et lui demande de participer à une augmentation de capital du quotidien, dans l'objectif de faire disparaitre ensuite ce titre.  
La Tranchée républicaine est supprimée, son rédacteur arrêté, jugé et condamné en mai 1918 par le 3e conseil de guerre de Paris, dans un procès pour « intelligence avec l’ennemi » en lien avec son journal précédent, Le Bonnet rouge. Il est accusé de complicité avec Émile-Joseph Duval. Pour sa défense, il minimise la période passée au Bonnet rouge et l'aide financière reçue. Émile-Joseph Duval est condamné à mort, Landau à huit ans de travaux forcés et Goldsky à huit ans de travaux forcés avec dégradation militaire et cinq ans d’interdiction de séjour. 